# Peters Jugend
Peters Jugend (russisch Юность Петра Junost Petra) ist eine zweiteilige deutsch-sowjetische Koproduktion der DEFA und den Gorki-Filmstudios, Moskau von Sergei Gerassimow aus dem Jahr 1981 nach den ersten beiden Teilen des Romans Peter der Erste von Alexei Tolstoi aus dem Jahr 1934.

## Handlung 1. Teil
Im Jahr 1682 stirbt der russische Zar Fjodor III. nach längerer Erkrankung im Alter von 20 Jahren. Danach entbrennt ein Kampf um dessen Nachfolge, in dem die Strelizen eine große Rolle spielen. Als das Gerücht aufkommt, dass der Thronfolger Iwan V. umgebracht wurde, stürmen die Strelizen den Moskauer Kreml. Doch hier werden ihnen die Zarennachfolger Iwan sowie auch dessen Mitregent und 9-jähriger Halbbruder Peter lebend gezeigt. Peters Mutter Natalja Naryschkina, die Witwe des Zaren Alexei I. soll die Herrschaft bis zur Volljährigkeit der beiden Jungen übernehmen. Obwohl während des Aufstands die Strelizen zunächst beruhigt werden können, bringen sie zuvor, unter den Augen des jungen Peter, mehrere mit den Naryschkins Verbündete und Verwandte um. Als sich aber der Patriarch Joachim persönlich einmischt, wagen die Aufständischen es nicht ihn anzugreifen. Als Ergebnis des Aufstands wird Iwans ältere Schwester Sofia als Regentin eingesetzt und Iwan als erster Thronfolger bestätigt, während Peter zum "Mitzaren" erklärt wird. Um den nun entstehenden Machtkämpfen bei Hofe zu entgehen, flieht Peters Mutter mit ihrem Sohn in das Dorf Preobraschenskoje, in der Nähe Moskaus.
Einige Jahre später spricht im Kreml die Zarin Sofia mit ihrem Geliebten Fürst Wassili Golizyn über ihre Zweifel, noch länger auf dem Thron zu sitzen, denn in Moskau ist man der Meinung, dass das Land von Schwächlingen regiert wird. Bereits seit längerer Zeit erwartet man einen Krieg um die Krim, der aber nicht absehbar ist, und in Preobraschenskoje wird der junge 17-jährige Peter immer erwachsener und stärker. Mit Gleichaltrigen gründete er dort eine mit Attrappen bewaffnete Einheit von etwa 50 Mann, mit denen er Kriege simuliert und sich so auf dem militärischen Gebiet weiterbildet.
Aber seine Interessen gehen über das Militärische hinaus; so sucht er Bekanntschaften in der nahe gelegenen deutschen Siedlung Nemezkaja sloboda und studiert das dortige Leben und Treiben. Vor allen Dingen interessieren ihn die technischen Entwicklungen und die Fähigkeiten der ausländischen Handwerker, von denen er einige Anregungen für das russische Zarenreich übernehmen will. Hier lernt er auch den Schweizer Franz Lefort kennen, den er beauftragt, ein Heer aufzustellen, um ihn dann zum General zu ernennen. Bei den Ernennungsfeierlichkeiten lernt Peter die hübsche Anna Mons, Tochter eines deutschen Weinhändlers kennen und verliebt sich in sie, doch sie lässt in nicht in ihr Zimmer. Dafür verpflichtet Peter aber Alexander Menschikow, den er in dem Zusammenhang kennenlernt, als seinen Diener, woraus sich eine echte Freundschaft entwickelt. Auch Natalja Naryschkina erkennt, dass Peter erwachsen wird und beschließt, ihn mit der drei Jahre älteren Jewdokija Lopuchina zu verheiraten, die er aber nicht zu lieben vermag.
Die Unzufriedenheit des Volkes mit der Regentin Sofia weitet sich immer weiter aus. Doch auch die Strelizen haben ihre Probleme, denn man munkelt, dass der Zar Peter die Macht übernehmen soll, was nicht zu ihrem Vorteil wäre. Deshalb planen sie ein Komplott, bei dem Peter und seine Mutter ihr Leben lassen sollen. Doch Peter erfährt von dem Vorhaben, so dass er sich darauf vorbereiten kann, sein Heer ist aber noch zu klein, um selbst die Initiative zu ergreifen. Die Meinung der Strelizen ändert sich aber und immer mehr ihrer Regimenter laufen auf Peters Seite über. Die Zaren Peter und Iwan unterschreiben gemeinsam einen Ukas in dem sie betonen, selbst das Zarenreich zu regieren, da sie das notwendige Alter erreicht haben. Weiter legen sie fest, dass es der Schwester Sofia nicht gestattet sein wird, mit ihnen die Staatsgeschäfte zu teilen. Darauf verlässt Sofia Moskau, um in ein Kloster zu gehen. Ihr Geliebter Fürst Wassili Golizyn wird in die Verbannung geschickt. Während einer ersten Versammlung der Bojaren mit dem Zaren, fordert der Patriarch Peter I. auf, die Bethäuser den Andersgläubigen einzureißen, deren Bräuche zu verbieten, alle Fremdlinge fortzujagen und die deutsche Siedlung niederzubrennen. Peter antwortet ihm, dass er sich nicht in die Staatsgeschäfte einmischen soll, denn er will die Meere erobern, was ohne die ausländischen Fachkräfte nicht möglich ist. Mit dieser Äußerung hat er allen gezeigt, dass er jetzt in Russland das Sagen hat.
Auf einem Fest trifft er Anna Mons wieder, der er gesteht, in ihrer Gegenwart glücklich zu sein. Peters Frau bemerkt die Veränderungen ihres Mannes, was sie ihm auch vorwirft. Peter I. kümmert sich jetzt fast nur noch um die Staatsgeschäfte, ohne seine Frau zu besuchen, bei der sein erster Sohn heranwächst.

## Handlung 2. Teil
Nach dem Tod der Zarenmutter Natalja Naryschkina im Jahr 1694 sieht Peters Frau ihre große Stunde gekommen, da ihr Mann ständig unterwegs ist, will sie jetzt die große Herrscherin von Groß- und Klein-Russland sowie Weißrussland sein. Als Erstes beabsichtigt sie, Anna Mons für immer in die Verbannung zu schicken. Doch als sie versucht ihren Mann zu kritisieren und ihm Vorschriften zu machen, fällt sie bei ihm in Ungnade.
Der Zar widmet sich wieder den Staatsgeschäften, die ihn dazu veranlassen, die osmanische Stadt Asow Asowfeldzüge anzugreifen. Obwohl das russische Heer von der Landseite her die Festung einschließen kann, müssen sich die Russen zurückziehen, da sie hohe Verluste haben und ihnen von der Meerseite Schiffe zur Unterstützung fehlen. Ein Jahr später greift Peter I. erneut mit seinen Truppen Asow an, aber dieses Mal mit Hilfe von der Seeseite. Der Kampf wird gewonnen und Peter beschließt den Bau von 40 großen Kriegsschiffen. Außerdem erteilt er den Auftrag eines Kanals zwischen Wolga und Don. Er legt auch fest, dass 50 Moskauer Adelssöhne zum Studium ins Ausland geschickt werden. Er persönlich wird sich in Holland inkognito im Schiffsbau weiterbilden und auf der Reise dorthin sich mit mehreren europäischen Herrschern und Gelehrten treffen. In Moskau wird ihn in dieser Zeit der Fürst Fjodor Romodanowski vertreten, der den Ehrentitel Fürst Cäsar erhält.
Die Große Gesandtschaft beginnt ihre Reise in das westliche Europa im Frühjahr 1697 mit insgesamt über 300 Personen. Während Peter I. die Reise, mit seinem engsten Gefolge, zum Teil mit dem Schiff unternimmt, reist der größte Teil der Begleitung auf dem Landweg. Eines der ersten Ziele ist Königsberg, wo er sich mit Friedrich dem Kurfürsten von Brandenburg trifft. Das nächste Treffen findet mit der Kurfürstin von Hannover, deren Tochter Kurfürstin von Brandenburg Sophie Charlotte von Hannover, sowie deren Bruder dem Kronprinzen Georg Ludwig, dem Thronerben von England statt. Einer der ersten Bekannten, die er in Holland trifft, ist der Schmied Garrit Kist, der ihn bereits in der russischen Werft beim Bau seiner Schiffe eine große Hilfe war. Hier in Zaandam will er den ganzen Winter als Zimmermann arbeiten. Doch in der Nähe von England zu sein, ohne es zu besuchen geht nicht, so fährt Peter auf die Insel und trifft dort Isaac Newton, der ihm ein Fernrohr für seine wissenschaftlichen Betrachtungen schenkt.
In Russland nutzt Peters Halbschwester Sofia dessen Abwesenheit, um die Strelizen zu überreden in Moskau einzumarschieren, damit sie wieder die Macht übernehmen kann. Obwohl sich die Strelizen mit vier Regimentern auf den Weg begeben, werden sie noch vor Peters Rückkehr vernichtend geschlagen. Nach seinem Eintreffen in Moskau werden fast alle Beteiligten am Aufstand exekutiert. Anne Mons, die inzwischen eine Mätresse Peter I. geworden ist, weiß diese Ehre nicht zu schätzen. Sie verfällt den Werbungen des Gesandten Königsegg, den sie immer häufiger empfängt. Als eines Tages der Zar mit Gästen in dem von ihr bewohnten Schloss eintrifft, befindet sich bereits Königsegg dort. Als dieser betrunken verunfallt, entdeckt Peter an seinem Hals ein Medaillon mit ihrer Widmung, was ihn veranlasst, das Verhältnis zu beenden.
Ein Gesandter, den der Zar durch die europäischen Staaten geschickt hat, um für Russland zu werben, berichtet, dass in deren Augen Russland nichts wert ist und keine Rolle für sie spielt. Peter I. beschließt, nie wieder als Bittsteller dorthin zu fahren und zeigt auf eine in Bau befindliche Fregatte, die für Russlands neue Politik steht. Das Land befindet sich auf dem Weg zur Großmacht.

## Produktion und Veröffentlichung
Der von der DEFA und der Gruppe Zweiter künstlerischer Bereich des Zentralen Studios für Kinder- und Jugendfilme „Maxim Gorki“ aus Moskau auf ORWO-Color gedrehte Film erlebte seine Uraufführung im Rahmen des X. Festivals des sowjetischen Films am 29. Oktober 1981 im Berliner Kino Kosmos. Im März 1982 hatte der Film in Moskau unter dem Titel Юность Петра seine sowjetische Premiere und erreichte in der Sowjetunion über 23,5 Millionen Zuschauer.
Die Erstausstrahlung im 2. Programm des Fernsehens der DDR erfolgte in einer vierteiligen Fassung am 28. November, sowie am 6./13. und 20. Dezember 1981.
Die Dramaturgie lag in den Händen von T. Protopowa.

## Synchronisation
| Rolle                     | Darsteller           | Synchronsprecher    |
| ------------------------- | -------------------- | ------------------- |
| Peter I.                  | Dmitri Solotuchin    | Jürgen Mai          |
| Peters Mutter             | Tamara Makarowa      | Marga Legal         |
| Zarin Sofia               | Natalja Bondartschuk | Annekathrin Bürger  |
| Alexander Menschikow      | Nikolai Jerjomenko   | Holger Mahlich      |
| Fürst Wassili Golizyn     | Oleg Strischenow     | Otto Mellies        |
| Fjodor Schaklowity        | Wadim Spiridonow     | Thomas Kästner      |
| Iwan Browkin              | Eduard Botscharow    | Karl-Maria Steffens |
| Zarin Jewdokija Lopuchina | Ljubow Germanowa     | Elke Münch          |
| Fürst Boris Golizyn       | Michail Noschkin     | Ernst Meincke       |
| Sanka Browkina            | Ljubow Polechina     | Heidemarie Gohde    |
| Fürst Roman Buinossow     | Michail Simin        | Wolfgang Dehler     |
| Fjodor Romodanowski       | Roman Filippow       | Gerd Ehlers         |
| Wassili Wolkow            | Boris Batschurin     | Michael Narloch     |

## Kritik
In der Berliner Zeitung schlussfolgert Günter Sobe über den Film:

„Kino-Informationen über eine natürlich nach wie vor faszinierende historische Persönlichkeit, jahrhundertweit entfernt noch von zaristischer Agonie. Und man sieht das auch nicht ohne Interesse, doch, wie ich meine, zu gelassen, denn über die Breite des Gezeigten will es dem Film nicht gelingen, in die Tiefe der Problematik, die vielleicht hätte heißen können „Assoziatives zur Rolle der Persönlichkeit in der Geschichte“, vorzudringen.“

Das Lexikon des internationalen Films bezeichnet den Film als dramaturgisch ungelenk und inszenatorisch schwerfällig gestaltet.